# Pont à la Polonceau (Lanterne)
Pont sur la Lanterne à Bourguignon-lès-Conflans
Le pont à la Polonceau est un pont métallique sur la Lanterne reliant les communes de Bourguignon-lès-Conflans et Mersuay dans le département de la Haute-Saône en France.

## Localisation
Le pont est situé au sud du bourg de Bourguignon-lès-Conflans. Il enjambe la Lanterne, affluent de la Saône.

## Historique
C'est un ancien pont routier (aujourd'hui piéton) qui a été remplacé par un pont moderne en béton précontraint construit une vingtaine de mètres en aval. Il a été réalisé en 1849, par Jérôme Patret sur des plans de l'ingénieur Nicolas Cadiat; les pièces métalliques proviennent de la fonderie de Varigney.
C'est l'un des plus anciens ponts en fonte encore existants en France. Comme le pont Saint-Thomas à Strasbourg, il a été construit selon le système d'Antoine Rémy Polonceau, et est similaire à l'ancien pont du Carrousel à Paris dû à cet ingénieur.
Le pont fait l’objet d’une inscription au titre des monuments historiques depuis le 20 octobre 1982.

## Description
Le pont est constitué de deux arcs métalliques à tablier supérieur avec des portées de 24,30 m chacun. La structure se compose de trois tuyaux en fonte ovales creux qui s'appuient sur les culées et le pilier en pierre de 2,30 m d'épaisseur au milieu de la rivière. Il y a des anneaux de diamètre décroissant sur les arches qui soutiennent le tablier du pont. Le platelage du tablier est en planches de bois croisées, la balustrade en croix de saint André est en fonte.

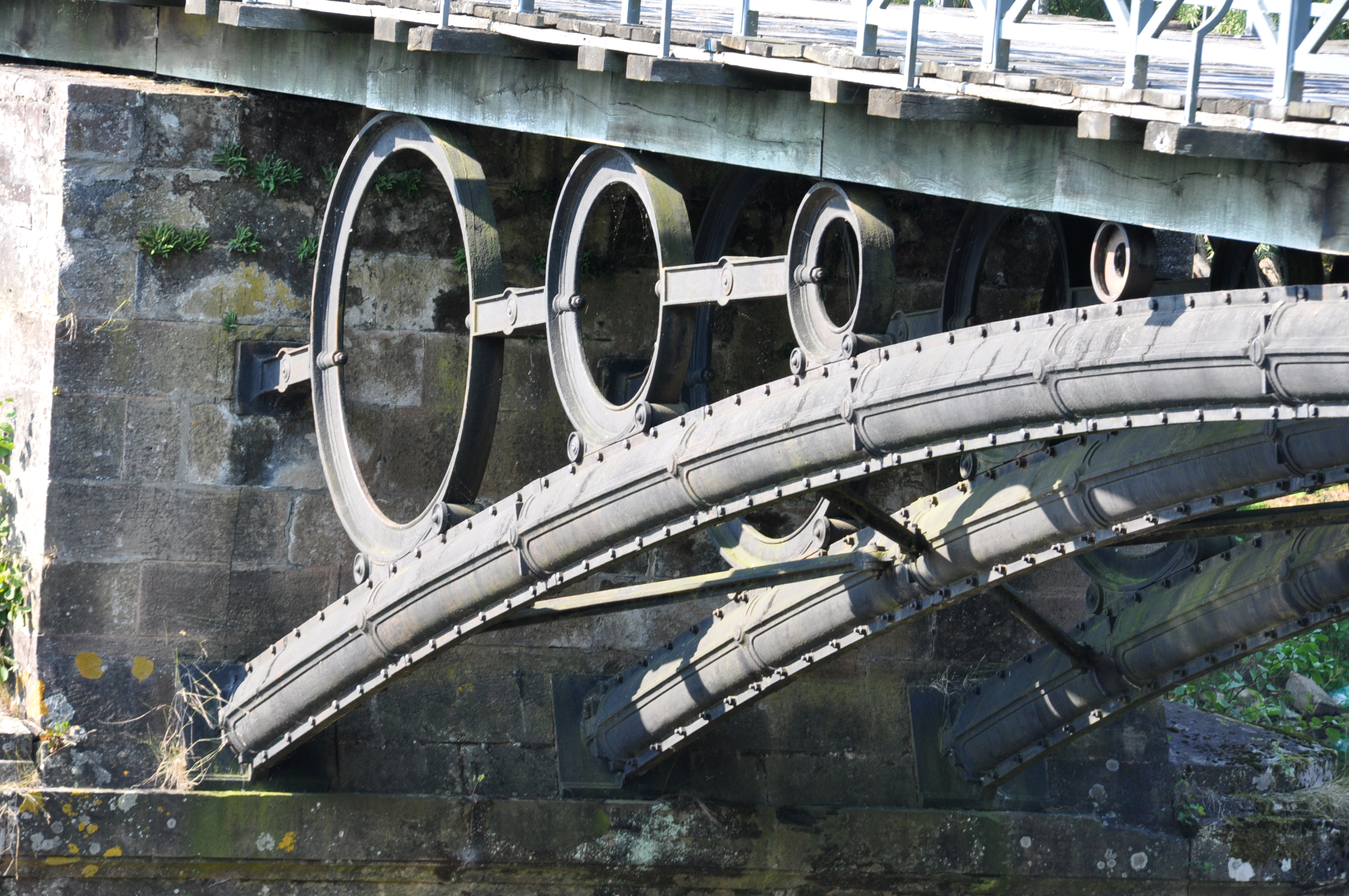
Les arches avec leurs anneaux.
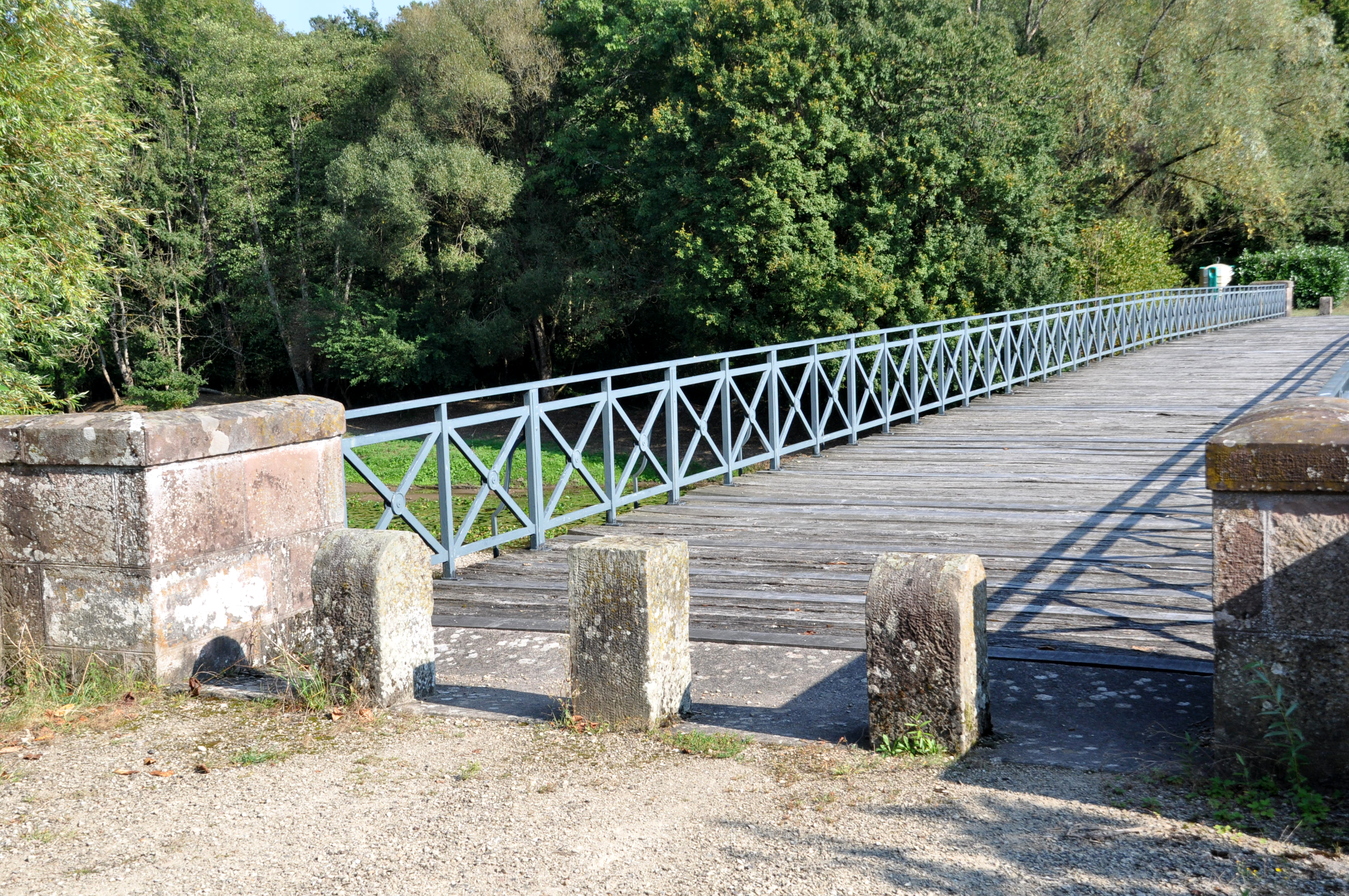
Le platelage du tablier.